# Pseudocoremia flava
Pseudocoremia flava är en fjärilsart som beskrevs av W. Warren 1896. Pseudocoremia flava ingår i släktet Pseudocoremia och familjen mätare. Inga underarter finns listade i Catalogue of Life.